# Aquilegia thalictrifolia
Aquilegia thalictrifolia là một loài thực vật có hoa trong họ Mao lương. Loài này được Schott & Kotschy mô tả khoa học đầu tiên năm 1853.

## Hình ảnh

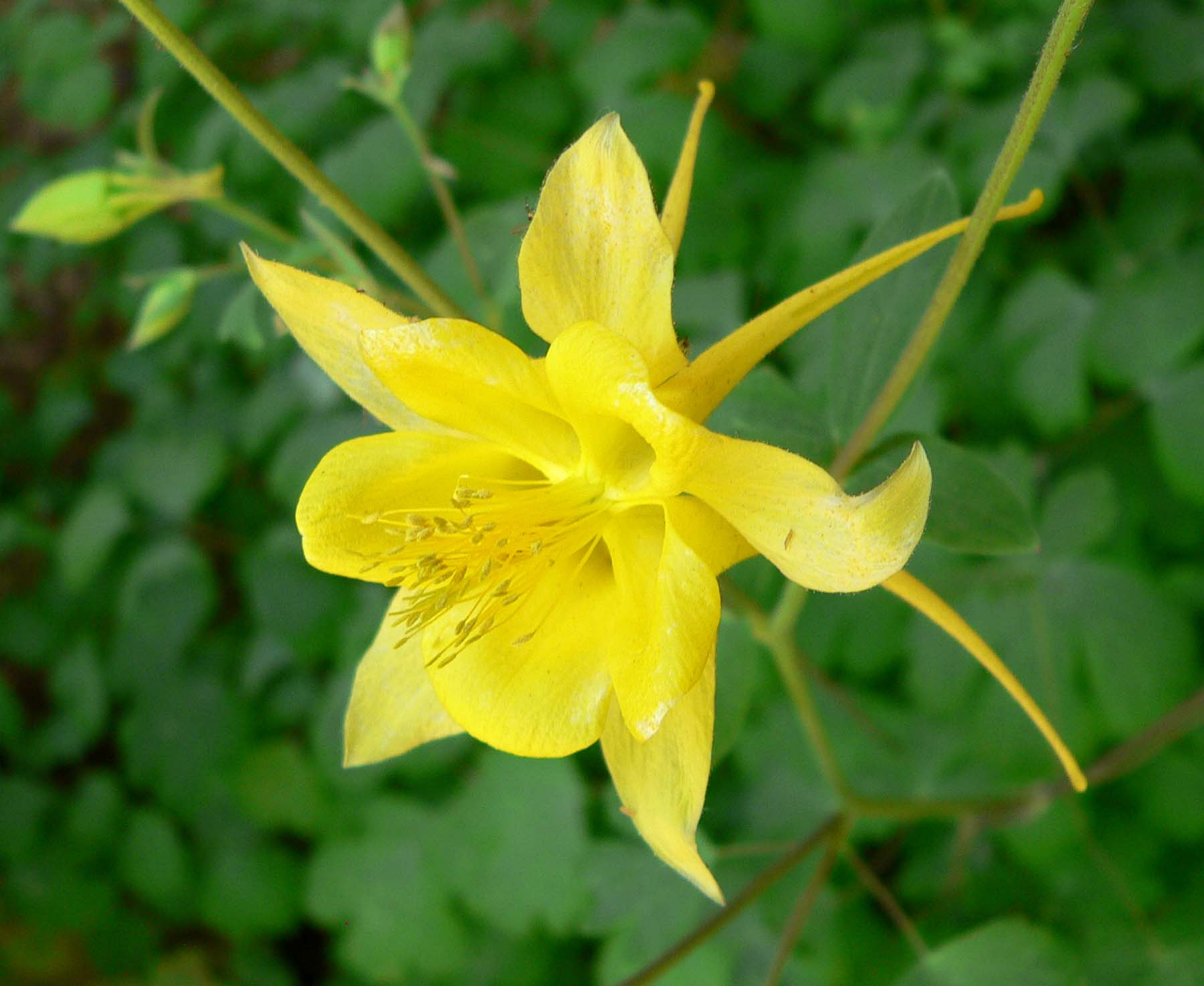